# カイホスルー・シャプルジ・ソラブジ
カイホスルー・シャプルジ・ソラブジ（Kaikhosru Shapurji Sorabji, 1892年8月14日 - 1988年10月15日）は、イギリスの作曲家、ピアニスト、評論家。

## 略歴と作風
1892年8月14日エセックス州チンフォード（現グレーター・ロンドン）に生まれる。インド系パールシーの父と、イングランド人の母に生まれる（長らくスペイン・イタリア（シチリア）のエスニシティをもつとされていたが、Sean Vaughn Owenの研究でそれが間違いであることが判明した）。生まれた時にはレオン・ダドリー・ソラブジ （Leon Dudley Sorabji）と名付けられたが、後にパールシーであることを明示するために改名している。
独学で作曲とピアノを学んだソラブジは、ブゾーニに才能を見出されて演奏活動を開始する（ピアノソナタ第1番および第2番はブゾーニに献呈されている）。その後ゴドフスキー、メトネル、シマノフスキ、ディーリアスといった後期ロマン派の音世界を濃縮した作風へ耽溺していった。また、友人のピーター・ウォーロックの協力により音楽批評家としても活動した。
1930年代に、自作が適切に演奏されていないことから、他者による自作の公開演奏と出版を許可しなくなった。この前代未聞の出来事を、ソラブジの特殊性を喧伝するために演奏を「禁止」したと流布されていたが、これは事実ではなく、Marc-André Robergeの研究では、求められても演奏を許可しなかっただけで禁止はしていないという。以降、作品規模が巨大化し、最も有名な「オプス・クラビチェンバリスティクム」（1930年）以降は4、5時間かかる作品も珍しくない。最も長大な「交響変奏曲（ピアノリダクション版）」（KSS-59, 1935年 - 1937年）は演奏時間が9時間近くに及ぶ。こうした演奏時間の長大さが彼を世界に知らしめることとなった。作品はマイヤベーア、ワーグナー、ブルックナー、マーラー、ブライアン、メシアン、ケージ、フェルドマン、シュトックハウゼンなどと共に列挙されることが多い。
ソラブジが最も威力を発揮する形式はパッサカリアで、数百回の反復にも耐えられる変奏の技法が聴きものである。ピアニストの技術の限界へ挑む態度によって有名だが、ソラブジ本人は音量に任せた豪快な演奏を望んではいなかったようである。ソラブジが自作の演奏を最初に許可したピアニストはエゴン・ペトリだが、彼がソラブジ演奏に積極的に関わることはなかった。グンナー・ヨハンセンは数回にわたって熱狂的なソラブジ信者から「オプス・クラビチェンバリスティクム」の演奏を請われたものの、「自身の演奏技術が至らないため、丁重に」申し出を断ったと伝えられる。
「オプス・クラビチェンバリスティクム」の演奏困難さと、ジェフリー・ダグラス・マッジおよびジョン・オグドンの録音（CD）により、ソラブジの名は広く知られるようになった。しかし、この作品は全作品中でいえば第1期の終着点に属する作品であり、譜段も奏者への工夫が凝らされていて比較的見やすく、カルト色はそれほど高くない。ソラブジの個性が強く発揮されるのは、「超絶技巧百番練習曲」（1940年 - 1944年）、「『怒りの日』によるセクエンツァ・シクリカ」（1948年 - 1949年）を書き上げた、第2期に該当する1940年代の作品に入ってからである。この頃から主題別に譜段を割り当て、反復周期が考えられない程の長さを要することが恒例化する。手を鍵盤に密着させることで生まれる「擬似トーン・クラスター」効果も、この頃から顕著に見られる。
自作自演で大量の録音を残した (cf.Sorabji — A Critical Celebration) 後に、1970年代からは公開演奏を解禁し、マイケル・ハーバーマンとヨンティ・ソロモンに自作の演奏を許可している。この時期、前衛の停滞と共にソラブジの再評価が世界中で進み、ソロモンは1977年にピアノソナタ第3番と「コンチェルト・ペル・スオナーレ・メ・ソロ」の世界初演を行った。ハーバーマンは大規模作品の演奏こそなかったが、演奏可能な範囲内の小品をレコーディングしてLP化が実現した。この時期に入ってもソラブジの創作活動は継続しており、1940年代ほどの巨大さこそ後退したが、「交響的ノクターン」、ピアノ交響曲第6番などの2時間近くの規模の作品が書かれている。
1980年代にはソラブジもついにマッジとオグドンの熱意に折れ、マッジは1982年にユトレヒトで「オプス・クラビチェンバリスティクム」全曲の公開演奏を行った。既に最初の公開演奏から50年以上が経っていた。「当時ソラブジは90歳近かったが、喋りも思いのほか早口で、老いを感じさせない」とマッジが回想している。この公開演奏は4枚組LP化が実現したものの、録音状態が劣悪で現時点ではCD化はされていない（マッジの演奏では、1983年4月24日のシカゴでの公開演奏がスウェーデンBISレーベルからCD化されている）。オグドンはロンドン初演を担当することになったが、この初演の後にソラブジとオグドンは相次いで世を去ってしまった。

## 演奏
ソラブジ没後はアレクサンダー・エイバークロンビー、ドンナ・アマート、マルカンドレ・アムラン、ジョナサン・パウエル、ライニエル・ヴァン・ホウト、フレドリク・ウレーン、テレフ・ジョンソン、ダーン・ファンデウァレほかのピアニスト達により普及が進められている。ソラブジのピアノ作品は運指法に矛盾がないために、労力を惜しまなければ演奏不可能ではないという見解を持つピアニストも増えており、上述の高い技術を持つピアニスト達の演奏がこれを裏付けている。とはいえ、指の関節部分で黒鍵を押す、2と5指でのオクターブなどの、ソラブジ独特の運指法が多くのピアニストを困らせていることも事実である。
自筆譜のコピーを提供しつづけたソラブジ・アーカイブは、近年に入って有志の手によってノーテーションソフトを使った清書作業を行っている。

## 作品

### 管弦楽曲
- 交響曲第1番KSS-30
- 交響曲第2番KSS-51
- 交響曲第3番KSS-72 メルヴィン・ヴィカーズに献呈[4]。
- 交響変奏曲KSS-59
- 古い交響的ミサKSS-84

### ピアノ協奏曲類
- ピアノ協奏曲第4番
- ピアノ協奏曲第8番
- ピアノと管弦楽のための交響変奏曲

### ソロ・ピアノ曲
- 超絶技巧百番練習曲
- 怒りの日によるセクェンツァ・シクリカ
- ピアノソナタ第5番
- ピアノ交響曲第1番
- ピアノ交響曲第2番
- ピアノ交響曲第4番
- ピアノ交響曲第6番
- 怒りの日による変奏曲とフーガ
- オプス・クラビチェンバリスティクム
- 「子犬のワルツ」によるパスティーシュ（初版）

### ソロ・オルガン交響曲
- オルガン交響曲第2番
- オルガン交響曲第3番